# Dear Friends III
『Dear Friends III』（ディア・フレンズ スリー）は、岩崎宏美のカヴァー・アルバム。2006年9月27日発売。発売元は、インペリアルレコード。規格品番TECI-1136。

## 解説
歌手・岩崎宏美の「Dear Friends」シリーズ第3弾となる、約3年ぶりのカヴァー・アルバム。本シリーズ恒例の、岩崎良美との姉妹デュエットが、本作品にも収録されている。
前作の『Dear Friends』（2003年3月21日）と『Dear Friends II』（2003年11月26日）では主に日本国内で誕生した楽曲を中心としていたが、本作では全篇英語の楽曲にも挑戦しているほか、数々の歌手がカヴァーしている「元気を出して」「愛の讃歌」「青春の影」などのスタンダード・ナンバーも収録している。
事前リクエストを募った際に1位になったとされる「つばさ」が収録された。この曲は、2005年11月に急逝した本田美奈子.のオリジナル楽曲（生前、岩崎と本田は親しい仲であった）。また、2007年4月にプラハのドボルザーク・ホールにて、チェコ・フィルハーモニー管弦楽団との共演で録音されたアルバム『PRAHA』（2007年9月26日）にも収められている。

## 収録曲
1. Sincerely 〜 Teach Me Tonight
  - 「Sincerely」 作詞: Alan Freed、作曲: Harvey Fuqua
  - 「Teach Me Tonight」 作詞・作曲: Sammy Cahn, Gene DePaul
2. 今年の冬
  - 作詞・作曲: 槇原敬之、編曲: 青柳誠
3. どうぞこのまま
  - 作詞・作曲: 丸山圭子、編曲: 松本浩一・松本俊行
4. 元気を出して
  - 作詞・作曲: 竹内まりや、編曲: 古川昌義
5. 言葉にできない
  - 作詞・作曲: 小田和正、編曲: 青柳誠
6. 愛の讃歌
  - 作詞: Édith Piaf、作曲: Marguerite Monnot、編曲: 大江千里
  - 原曲: 「Hymne à l'amour」 日本語詞: 岩谷時子
7. 砂に消えた涙
  - 作詞: Alberto Testa、作曲: Piero Soffici、編曲: 古川昌義
  - 原詩: 「Un Buco Nella Sabbia」 日本語詞: 漣健児
8. 卒業写真
  - 作詞・作曲: 荒井由実、編曲: 青柳誠
9. 青春の影
  - 作詞・作曲: 財津和夫、編曲: 青柳誠
10. In My Life
  - 作詞・作曲: John Lennon, Paul McCartney、編曲: スターダストレビュー
11. 雪の華
  - 作詞: Satomi、作曲: 松本良喜、編曲: 青柳誠
12. つばさ
  - 作詞: 岩谷時子、作曲: 太田美知彦、編曲: 古川昌義

## ゲスト
- Sincerely 〜 Teach Me Tonight　-　ヴォーカル: バリー・マニロウ
- 愛の讃歌　-　ピアノ: 大江千里
- 卒業写真　-　ヴォーカル: 岩崎良美
- In My Life　-　演奏・ヴォーカル: スターダストレビュー

## 原曲
- Sincerely　-　アラン・フリードとハービー・フークワが手掛けた、1954年の楽曲。
- Teach Me Tonight　-　サミー・カーンとジーン・ド・ポールが手掛けた、1954年の楽曲。
- 今年の冬　-　槇原敬之の、1994年の楽曲。『PHARMACY』収録曲。高音サビが特徴のバラード。
- どうぞこのまま　-　丸山圭子の、1976年の楽曲。松山千春もカヴァーしている（『再生』収録）。
- 元気を出して　-　薬師丸ひろ子の、1984年の楽曲。竹内まりやがセルフカヴァーをしている。
- 言葉にできない　-　オフコースの、1982年の楽曲。小田和正がセルフカヴァーをしている。
- 愛の讃歌　-　エディット・ピアフの、1950年の楽曲。日本では、越路吹雪や美輪明宏が異なる邦詞で歌っている。
- 砂に消えた涙　-　ミーナ・マッツィーニの、1964年の楽曲。弘田三枝子等の他、竹内まりやもカヴァーしている。
- 卒業写真　-　ハイ・ファイ・セットの、1975年の楽曲。荒井由実がアルバム『COBALT HOUR』にてセルフカバー。岩崎宏美のカバーアルバム『すみれ色の涙から…』収録とは別バージョン。
- 青春の影　-　チューリップの、1974年の楽曲。CX系ドラマ『ひとつ屋根の下』挿入歌に使用された。
- In My Life　-　ビートルズの、1965年の楽曲。『ラバー・ソウル』収録。BEGINも独自の楽器「一五一会」でカヴァーした。
- 雪の華　-　中島美嘉の、2003年の楽曲。徳永英明・武田雅治ら男性にもカヴァーされている。
- つばさ　-　本田美奈子の、1994年の楽曲。間奏部分のロング・トーンが特徴。